# Selenografia
La selenografia è la scienza che studia e descrive la superficie della Luna e le sue caratteristiche fisiche. I mari lunari, i crateri così come le montagne e suoi dislivelli sono i principali oggetti di studio della selenografia, considerata in tempi recenti una sottobranca della selenologia. La mappa della Luna, sia dell'emisfero visibile che di quello invisibile, è stata fatta in tempi recenti dalle sonde spaziali in modo dettagliato, anche se rimangono regioni, in particolare nei pressi dei poli, che hanno ancora margini d'incertezza piuttosto ampi. Il termine proviene dalle parole greche Selene (dea della luna), e grafia (scrittura).

## Storia
L'idea che la superficie della Luna non fosse perfettamente liscia si trova già nel 450 a.C., con Democrito che affermava che le irregolarità della Luna erano causate da alte montagne e profonde valli. Ma fu solo a partire dal XV secolo che iniziò uno studio sistematico della selenografia. Nel 1603 William Gilbert produsse un disegno della Luna basato su osservazioni a occhio nudo. Con l'avvento del telescopio, l'accuratezza delle riproduzioni migliorò decisamente, in parallelo con l'evoluzione delle ottiche utilizzate.
Agli inizi del XVIII secolo la rilevazione della librazione permise di notare che più della metà della superficie lunare era visibile dalla Terra. Nel 1750, John Meyer produsse la prima serie di coordinate lunari che permisero agli astronomi di localizzare le caratteristiche lunari.
La mappatura lunare divenne sistematica a partire dal 1779 quando Johann Schröter iniziò meticolose osservazioni e misurazioni della topografia lunare. Nel 1834 Johann Heinrich von Mädler pubblicò una grande mappa cartografica e la Mappa Selenographica totam Lunae hemisphaeram visibilem complectens. Le misurazioni erano tutte basate su osservazioni dirette fino al 1840, quando J. Draper, usando un telescopio riflettore da 5 pollici, produsse i primi dagherrotipi che introdussero la fotografia nel campo astronomico. La qualità delle immagini è notevolmente migliorata con lo sviluppo della tecnica fotografica e dei progressi nella costruzione delle ottiche.

## Cronologia delle Mappe lunari

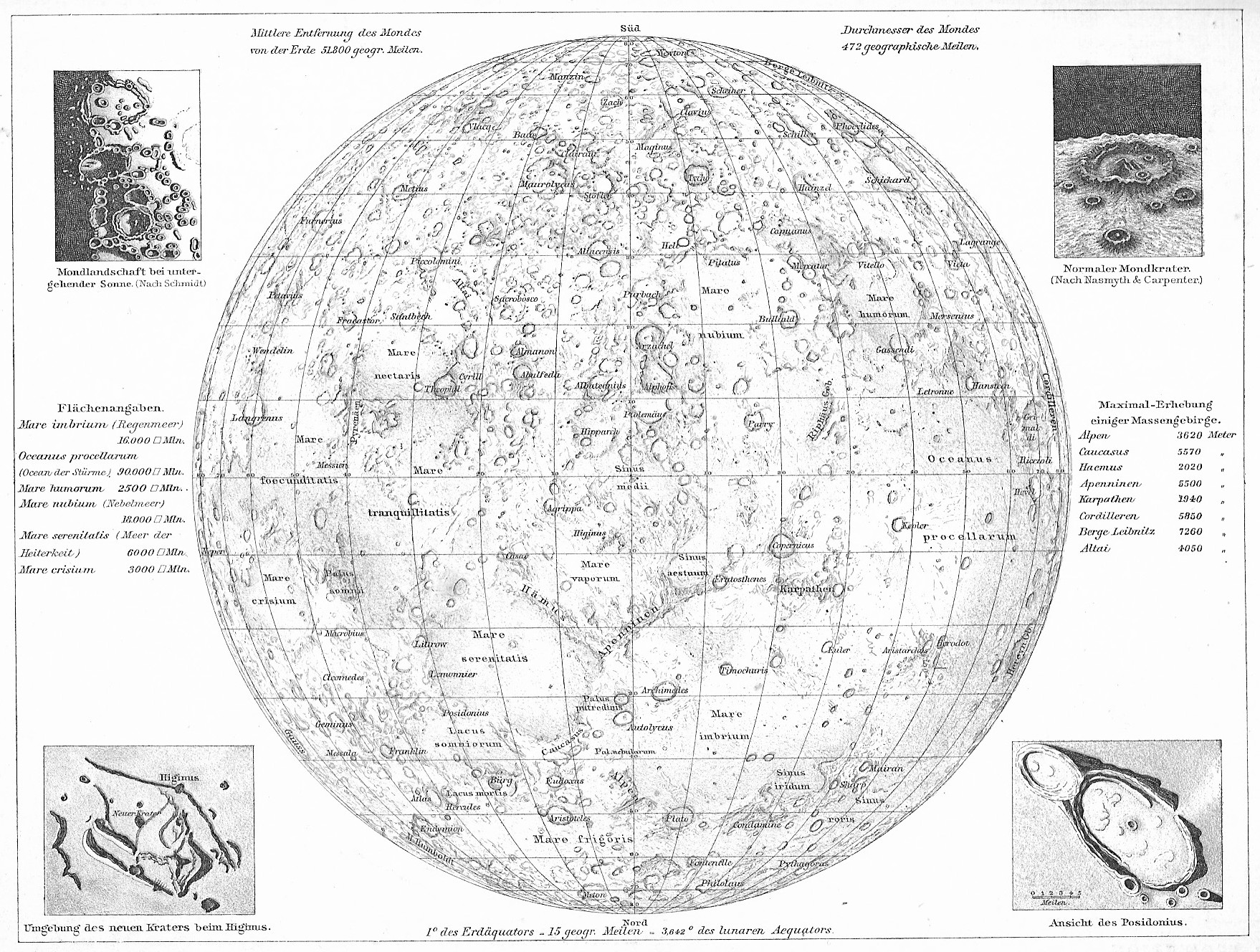
Map of the Moon from the Andrees Allgemeiner Handatlas (1881) di Richard Andree

Segue una lista di atlanti e mappe lunari, elencate cronologicamente per data di pubblicazione:
- Michel van Langren, mappa incisa, 1645.
- Johannes Hevelius, Selenographia, 1647.
- Giovanni Riccioli e Francesco Grimaldi, Almagestum novum, 1651.
- Giovanni Domenico Cassini, mappa incisa, 1679 (ristampata nel 1787).
- Tobias Mayer, mappa incisa, 1749, edita nel 1775.
- Johann Hieronymus Schröter, Selenotopografisches Fragmenten, Primo volume 1791, Secondo volume 1802.
- John Russell, immagini incise, 1805.
- Wilhelm Lohrmann, Topographie der sichtbaren Mondoberflaeche, Leipzig, 1824.
- Wilhelm Beer e Johann Heinrich von Mädler, Mappa Selenographica totam Lunae hemisphaeram visibilem complectens, Berlino, 1834-36.
- Edmund Neison, The Moon, Londra, 1876.
- Julius Schmidt, Charte der Gebirge des Mondes, Berlino, 1878.
- Thomas Gwyn Elger, The Moon, London, 1895.
- Johann Krieger, Mond-Atlas, 1898. 2 volumi aggiuntivi sono stati editi postumi nel 1912 dall'Accademia austriaca delle scienze
- Walter Goodacre, Map of the Moon, Londra, 1910.
- Mary A. Blagg e Karl Müller, Named Lunar Formations, 2 volumi, London, 1935.
- Philipp Fauth, Unser Mond, Brema, 1936.
- Hugh P. Wilkins, 300-inch Moon map, 1951.
- Gerard Kuiper et al., Photographic Lunar Atlas, Chicago, 1960.
- Ewen A. Whitaker et al., Rectified Lunar Atlas, Tucson, 1963.
- Hermann Fauth e Philipp Fauth (posthumously), Mondatlas, 1964.
- Gerard Kuiper et al., System of Lunar Craters, 1966.
- Yu I. Efremov et al., Atlas Obratnoi Storony Luny, Moscow, 1967–1975.
- NASA, Lunar Topographic Orthophotomaps, 1978.
- Antonín Rükl, Atlas of the Moon, 2004.